# Józef Maga
Józef Maga pseud. Marcin (ur. 10 marca 1907 w Dankowicach, zm. 19 października 1942 w Bestwince) – działacz komunistyczny, robotnik.
Ukończył szkołę powszechną, następnie pracował w kopalni, jednocześnie ucząc się sam i uczęszczając na różne kursy. Pod koniec lat 20. odbył służbę wojskową. Działał w Stowarzyszeniu Szkół Ludowych w Dankowicach, pracował w Ochotniczej Straży Pożarnej (był jednym z inicjatorów budowy Domu Strażackiego) i organizował pracę oświatową. Od 1932 członek KPP. Sekretarz Komitetu dzielnicowego (KD) KPP w Czechowicach, organizator komórek partyjnych w kopalni "Silesia", Rafinerii Nafty i na czechowickiej kolei. Działacz ZMW "Wici". Kilkakrotnie aresztowany i więziony za działalność komunistyczną. Członek, a w 1936 sekretarz Komitetu Okręgowego (KO) KPP Śląska Cieszyńskiego. W grudniu 1940 był współorganizatorem Koła Przyjaciół ZSRR i członkiem jego 5-osobowego kierownictwa, w którym odgrywał czołową rolę. Na początku 1941 przebywał w ZSRR. Członkowie koła zajmowali się działaniami dywersyjnymi wobec nazistów i propagandą komunistyczną.
W drugiej połowie 1941 wywieziony na przymusowe roboty do Niemiec, zbiegł. Na początku 1942 wstąpił do PPR i został członkiem KO PPR. Prowadził szkolenie ideologiczne i organizował nowe koła partyjne. Zainicjował wydawanie przez KO PPR "Trybuny Robotniczej"; wraz z Leonem Laskiem przygotował artykuły do jej pierwszego numeru oraz zorganizował GL w tym okręgu. 19 października 1942 został zatrzymany przez Niemców i zastrzelony podczas próby ucieczki. Jego pseudonim przyjął jako nazwę oddział GL dowodzony przez Leona Laska. Po wojnie jego imieniem nazwano ulicę w Bestwince.